# Wilson Meneses
Meneses  Gutiérrez est un nom espagnol. Le premier nom de famille, en général paternel, est Meneses ; le second, en général maternel, souvent omis, est Gutiérrez.
Wilson Meneses Gutiérrez, né le 3 juillet 1981 à Barranquilla (département de Atlántico), est un coureur cycliste sur piste antioqueño. Spécialisé dans les épreuves de vitesse, il représente la Colombie lors des Jeux olympiques de 2004.

## Repères biographiques
Wilson Meneses naît le 3 juillet 1981 sur la côte atlantique, à Barranquilla. À l'âge d'un an, il rejoint Girardota et le département d'Antioquia pour y vivre avec sa famille. C'est seulement pour "sécher" les cours qu'il emprunte la première fois les chemins du vélodrome. Pourtant Meneses deviendra recordman panaméricain du kilomètre (en réalisant 1 min 1 s 863). Il va consacrer huit ans de sa vie au cyclisme sur piste. Après de nombreux titres et un passage au Centre mondial du cyclisme en Suisse, Meneses se retire des pistes après un différend avec Absalón Rincón, le sélectionneur national, lassé également par les difficultés économiques de son sport en Colombie. Spécialiste de la vitesse, il est sur le point de raccrocher le vélo lorsqu'à la fin 2007, Luis Alfonso Cely, manager de la formation GW Bicicletas - EPM, lui propose de se reconvertir sur la route et de devenir le sprinter de son équipe, sans toutefois de résultats probants.
Wilson Meneses commence le cyclisme à 13 ans par la route, dans le "Club Ciclorades" de Girardota. Il obtient des résultats significatifs dans les compétitions départementales et signe pour le club Orgullo paisa en junior. Meneses commence à travailler avec Luis Fernando Saldarriaga. Son podium lors des championnats de Colombie 1998 lui permet d'obtenir une aide pour la pratique de la piste. Il intègre, ainsi, le programme de soutien des athlètes de haut niveau d'Indeportes Antioquia. À partir de cette date, il partage son temps entre son lieu de résidence à la Villa Deportiva Antonio Roldán et le vélodrome Martín Emilio Cochise Rodríguez (pour deux entraînements quotidiens). Il se révèle au monde du cyclisme colombien en glanant quatre médailles d'or lors des Juegos Deportivos Nacionales 2000 (es).
Figure de ces Jeux nationaux, lors d'une interview suivant ces "exploits", Wilson Meneses révèle qu'il n'a pas vraiment rêvé être cycliste mais plutôt qu'il a voulu imiter un camarade de classe au collège qui manquait souvent les cours pour se rendre à des compétitions cyclistes. À ces débuts, il admire Marlon Pérez et John Jaime González mais, à 19 ans, après avoir rencontré Marty Nothstein, ce dernier devient son modèle. En décembre 2000, Meneses espère disputer les Jeux olympiques de 2004 et de 2008. Intégrer les douze premiers avec un temps de 1 min 4 s à Athènes puis monter sur le podium quatre ans plus tard avec un "chrono" de 1 min 2 s. À cette époque, Wilson tente de combiner les entraînements et des études de designer graphique, mais rapidement il se consacre uniquement au sport. À cette date, les observateurs du cyclisme colombien voient en lui un talent exceptionnel pour les disciplines de vitesse que seul le manque d'argent peut contrecarrer. À moins de 20 ans, il appréciait pêcher, dessiner et écouter de la musique (comme le groupe Metallica).
Son statut d'athlète de dimension internationale, il le gagne véritablement en 2002 lorsqu'il bat la meilleure marque continentale du kilomètre, lors des championnats panaméricains à Quito. Dans cette discipline, non seulement, il gagne la compétition en Équateur mais il obtient, également, la médaille d'or aux championnats de Colombie et aux Jeux d'Amérique centrale et des Caraïbes. Cette année-là, Meneses participe à trois manches de coupe du monde et se classe trois fois dans les six premiers, ce qui lui permet de remporter le classement général de la coupe du monde du kilomètre. Dans les autres disciplines de vitesse, se détachent le titre national du keirin et des médailles d'argent obtenues tant en individuel que par équipes au Salvador ou à Quito.
L'année 2003 le voit participer aux championnats du monde de Stuttgart mais comme la saison précédente à Ballerup, il ne réussit pas à finir dans les dix premiers que cela soit en vitesse par équipes ou dans le kilomètre. Absent des Jeux panaméricains, Wilson Meneses dispute par ailleurs les quatre manches de coupe du monde au programme. Alors qu'il finit sur le podium à Aguascalientes et à Sydney, il ne termine que quatrième au classement général du kilomètre.
En 2004, Wilson Meneses est sélectionné pour les Jeux olympiques d'Athènes dans sa discipline de prédilection qu'est le kilomètre. Mais à l'instar des précédents championnats du monde, il termine loin des finalistes à la treizième place (à plus d'une seconde de la huitième place),. Comme un an auparavant, il échoue à la quatrième place du classement général de la coupe du monde du kilomètre, bien qu'il ait marqué à chacune des quatre manches.
| Image externe |                                              |
|               | Wilson Meneses aux Jeux bolivariens de 2005. |

2005 est pauvre en rencontres internationales puisque qu'aucune sélection nationale colombienne n'est alignée aux Mondiaux et aux différentes manches de coupe du monde. Lâché par son Comité olympique, Coldeportes ou sa Fédération, le premier semestre est compliqué pour Wilson Meneses, en manque de soutien économique et logistique, retardant de fait sa préparation pour les échéances sportives de l'année. Meneses participe néanmoins aux championnats panaméricains de Mar del Plata et aux Jeux bolivariens. Grâce au soutien de Trek Colombia, devenu son principal sponsor, il remporte l'or en Argentine et en Colombie sur le kilomètre et le même métal en vitesse par équipes au vélodrome "Alfonso Hurtado Sarria" de Pereira.
La saison 2005-2006 le voit disputer deux manches de coupe du monde (où il concourt à la fois dans les épreuves du kilomètre et de la vitesse individuelle). Meneses obtient comme meilleur résultat une neuvième place sur le contre la montre à Sydney. Un mois plus tard, il se trouve à Bordeaux pour participer à ses troisièmes championnats du monde. Encore une fois, il ne parvient pas à finir dans les dix premiers du kilomètre et de la vitesse individuelle. Lors du second semestre, à Carthagène des Indes, il conserve la médaille d'or du kilomètre, acquise quatre ans plus tôt lors des précédents Jeux d'Amérique centrale et des Caraïbes. En novembre, malgré une forme perfectible, il profite des Jeux sud-américains pour se parer d'or dans les disciplines du kilomètre et du keirin (et obtenir l'argent dans l'épreuve de vitesse par équipes). En décembre, il est l'unique représentant de la sélection colombienne à la manche moscovite de la coupe du monde 2006-2007. Sa neuvième place ne lui permet pas de se qualifier pour les championnats du monde 2007.

## Palmarès

### Jeux olympiques
- Athènes 2004
  - 13e du kilomètre[9].

### Championnats du monde
- Ballerup 2002
  - 12e de la vitesse par équipes (avec Jonathan Marín et Hernán Sánchez)[23].
  - 20e du kilomètre[24].
- Stuttgart 2003
  - 12e de la vitesse par équipes (avec Rodrigo Barros et Jonathan Marín)[25].
  - 15e du kilomètre[26].
- Bordeaux 2006
  - 14e du kilomètre[17].
  - 40e de la vitesse individuelle[18].

### Coupe du monde
- Coupe du monde 2002
  - Classement général du kilomètre[5].
- Coupe du monde 2003
  - 3e du kilomètre à Aguascalientes.
  - 3e du kilomètre à Sydney.

### Championnats panaméricains
- Bucaramanga 2000
  - Participation au kilomètre[3].
- Medellín 2001
  - Cinquième du kilomètre[27].
- Quito 2002
  -  Médaillé d'or du kilomètre.
  -  Médaillé d’argent du keirin.
  -  Médaillé d’argent de la vitesse par équipes (avec Jonathan Marín et Víctor Álvarez).
- Mar del Plata 2005
  -  Médaillé d'or du kilomètre.
  - Quatrième de la vitesse par équipes (avec Leonardo Narváez et Hernán Sánchez)[28].

### Jeux d'Amérique centrale et des Caraïbes
- San Salvador 2002
  -  Médaillé d'or du kilomètre.
  -  Médaillé d'argent de la vitesse individuelle.
  -  Médaillé d’argent de la vitesse par équipes (avec Jonathan Marín et Víctor Álvarez).
- Carthagène des Indes 2006
  -  Médaillé d'or du kilomètre.

### Jeux sud-américains
- Mar del Plata 2006
  -  Médaillé d'or du kilomètre.
  -  Médaillé d'or du keirin.
  -  Médaillé d’argent de la vitesse par équipes (avec Jonathan Marín et Rodrigo Barros).